# شريفبورت
شريفبورت هي مدينة في ولاية لويزيانا في الولايات المتحدة الأمريكية. وهي ثالث أكبر مدن الولاية بعد نيو أورلينز وباتون روج وترتيبها 108 على مستوى الولايات المتحدة

## التركيبة السكانية
حدّد مكتب تعداد الولايات المتحدة بيانات التركيبة السكانية لشريفبورت في تعداد الولايات المتحدة. في ما يلي، التركيبة السكانية حسب تعدادي 2000 و2010.

### تعداد عام 2000
بلغ عدد سكان شريفبورت 200,145 نسمة بحسب تعداد عام 2000، وبلغ عدد الأسر 78,662 أسرة وعدد العائلات 50,442 عائلة مقيمة في المدينة. في حين سجلت الكثافة السكانية 628.2 نسمة لكل كيلومتر مربع (1,627.0/ميل2). وبلغ عدد الوحدات السكنية 86,802 وحدة بمتوسط كثافة قدره 272.5 لكل كيلومتر مربع (705.8/ميل2).
وتوزع التركيب العرقي للمدينة بنسبة 46.66% من البيض و50.80% من الأمريكيين الأفارقة و0.31% من الأمريكيين الأصليين و0.79% من الأمريكيين ذوي الأصول الآسيوية و0.03% من سكان جزر المحيط الهادئ و0.45% من الأعراق الأخرى و0.95% من عرقين مختلطين أو أكثر و1.55% من الهسبانيون أو اللاتينيون من أي عرق.
بلغ عدد الأسر 78,662 أسرة كانت نسبة 35.4% منها لديها أطفال تحت سن الثامنة عشر تعيش معهم، وبلغت نسبة الأزواج القاطنين مع بعضهم البعض 38.3% من أصل المجموع الكلي للأسر، ونسبة 21.5% من الأسر كان لديها معيلات من الإناث دون وجود شريك، بينما كانت نسبة 4.3% من الأسر لديها معيلون من الذكور دون وجود شريكة وكانت نسبة 35.9% من غير العائلات. تألفت نسبة 30.8% من أصل جميع الأسر من عدة أفراد يعيشون في نفس المنزل ونسبة 10.9% كانت تتألف من شخص يعيش بمفرده يبلغ من العمر 65 عاماً أو أكثر. وبلغ متوسط حجم الأسرة المعيشية 2.48، أما متوسط حجم العائلات فبلغ 3.12.
بلغ العمر الوسطي للسكان 34.3 عاماً. وكانت نسبة 26.8% من القاطنين تحت سن الثامنة عشر، وكانت نسبة 10.1% بين الثامنة عشر والرابعة والعشرين عاماً، ونسبة 26.9% كانت واقعةً في الفئة العمرية ما بين الخامسة والعشرين والرابعة والأربعين عاماً، ونسبة 20.8% كانت ما بين الخامسة والأربعين والرابعة والستين، ونسبة 12.8% كانت ضمن فئة الخامسة والستين عاماً فما فوق. يوجد لكل 100 أنثى 86.9 ذكر، ويوجد لكل 100 أنثى في الثامنة عشر من عمرها فما فوق 81.5 ذكر.
بلغ متوسط دخل الأسرة في المدينة 30,526 دولارًا، أما متوسط دخل العائلة فبلغ 37,126 دولارًا. وكان متوسط دخل الذكور 31,278 دولارًا مقابل 21,659 دولارًا للإناث. وسجل دخل الفرد الخاص بالمدينة 17,759 دولارًا. وكانت نسبة 18.7% من العائلات ونسبة 22.8% من السكان تحت خط الفقر، وكان من هؤلاء نسبة 33.7% تحت سن الثامنة عشر ونسبة 16.3% في الخامسة والستين من العمر وما فوق.

### تعداد عام 2010
بلغ عدد سكان شريفبورت 199,311 نسمة بحسب تعداد عام 2010، وبلغ عدد الأسر 80,651 أسرة وعدد العائلات 49,572 عائلة مقيمة في المدينة. في حين سجلت الكثافة السكانية 625.6 نسمة لكل كيلومتر مربع (1,620.3/ميل2). وبلغ عدد الوحدات السكنية 88,253 وحدة بمتوسط كثافة قدره 277 لكل كيلومتر مربع (717.4/ميل2).
وتوزع التركيب العرقي للمدينة بنسبة 41.16% من البيض و54.70% من الأمريكيين الأفارقة و0.36% من الأمريكيين الأصليين و1.32% من الأمريكيين ذوي الأصول الآسيوية و0.05% من سكان جزر المحيط الهادئ و0.93% من الأعراق الأخرى و1.48% من عرقين مختلطين أو أكثر و2.52% من الهسبانيون أو اللاتينيون من أي عرق.
بلغ عدد الأسر 80,651 أسرة كانت نسبة 32.9% منها لديها أطفال تحت سن الثامنة عشر تعيش معهم، وبلغت نسبة الأزواج القاطنين مع بعضهم البعض 33% من أصل المجموع الكلي للأسر، ونسبة 23% من الأسر كان لديها معيلات من الإناث دون وجود شريك، بينما كانت نسبة 5.4% من الأسر لديها معيلون من الذكور دون وجود شريكة وكانت نسبة 38.5% من غير العائلات. تألفت نسبة 32.6% من أصل جميع الأسر من عدة أفراد يعيشون في نفس المنزل ونسبة 10.1% كانت تتألف من شخص يعيش بمفرده يبلغ من العمر 65 عاماً أو أكثر. وبلغ متوسط حجم الأسرة المعيشية 2.40، أما متوسط حجم العائلات فبلغ 3.06.
بلغ العمر الوسطي للسكان 34.6 عاماً. وكانت نسبة 25% من القاطنين تحت سن الثامنة عشر، وكانت نسبة 10.8% بين الثامنة عشر والرابعة والعشرين عاماً، ونسبة 26.1% كانت واقعةً في الفئة العمرية ما بين الخامسة والعشرين والرابعة والأربعين عاماً، ونسبة 24.9% كانت ما بين الخامسة والأربعين والرابعة والستين، ونسبة 13.2% كانت ضمن فئة الخامسة والستين عاماً فما فوق. وتوزع التركيب الجنسي للسكان بنسبة 46.8% ذكور و53.2% إناث.

## المناخ
يظهر الجدول التالي التغييرات المناخية على مدار السنة لشريفبورت:
| البيانات المناخية لـشريفبورت                       | البيانات المناخية لـشريفبورت | البيانات المناخية لـشريفبورت | البيانات المناخية لـشريفبورت | البيانات المناخية لـشريفبورت | البيانات المناخية لـشريفبورت | البيانات المناخية لـشريفبورت | البيانات المناخية لـشريفبورت | البيانات المناخية لـشريفبورت | البيانات المناخية لـشريفبورت | البيانات المناخية لـشريفبورت | البيانات المناخية لـشريفبورت | البيانات المناخية لـشريفبورت | البيانات المناخية لـشريفبورت |
| الشهر                                              | يناير                        | فبراير                       | مارس                         | أبريل                        | مايو                         | يونيو                        | يوليو                        | أغسطس                        | سبتمبر                       | أكتوبر                       | نوفمبر                       | ديسمبر                       | المعدل السنوي                |
| -------------------------------------------------- | ---------------------------- | ---------------------------- | ---------------------------- | ---------------------------- | ---------------------------- | ---------------------------- | ---------------------------- | ---------------------------- | ---------------------------- | ---------------------------- | ---------------------------- | ---------------------------- | ---------------------------- |
| الدرجة القصوى °ف (°م)                              | 85 (29)                      | 89 (32)                      | 92 (33)                      | 96 (36)                      | 102 (39)                     | 104 (40)                     | 108 (42)                     | 110 (43)                     | 109 (43)                     | 99 (37)                      | 88 (31)                      | 84 (29)                      | 110 (43)                     |
| الحد الأقصى المتوسط °ف (°م)                        | 76.1 (24.5)                  | 79.4 (26.3)                  | 84.4 (29.1)                  | 87.5 (30.8)                  | 92.2 (33.4)                  | 95.5 (35.3)                  | 99.4 (37.4)                  | 100.9 (38.3)                 | 97.2 (36.2)                  | 91.1 (32.8)                  | 82.6 (28.1)                  | 76.6 (24.8)                  | 101.8 (38.8)                 |
| متوسط درجة الحرارة الكبرى °ف (°م)                  | 57.3 (14.1)                  | 61.5 (16.4)                  | 69.5 (20.8)                  | 76.9 (24.9)                  | 83.8 (28.8)                  | 90.1 (32.3)                  | 93.4 (34.1)                  | 94.1 (34.5)                  | 88.2 (31.2)                  | 78.2 (25.7)                  | 67.5 (19.7)                  | 58.5 (14.7)                  | 76.6 (24.8)                  |
| متوسط درجة الحرارة الصغرى °ف (°م)                  | 36.2 (2.3)                   | 39.7 (4.3)                   | 46.3 (7.9)                   | 53.6 (12.0)                  | 62.7 (17.1)                  | 69.5 (20.8)                  | 72.7 (22.6)                  | 72.1 (22.3)                  | 65.6 (18.7)                  | 54.6 (12.6)                  | 45.2 (7.3)                   | 37.7 (3.2)                   | 54.7 (12.6)                  |
| الحد الأدنى المتوسط °ف (°م)                        | 20.3 (−6.5)                  | 24.6 (−4.1)                  | 29.6 (−1.3)                  | 37.4 (3.0)                   | 49.3 (9.6)                   | 60.7 (15.9)                  | 67.2 (19.6)                  | 64.8 (18.2)                  | 51.3 (10.7)                  | 38.3 (3.5)                   | 29.1 (−1.6)                  | 21.7 (−5.7)                  | 17.3 (−8.2)                  |
| أدنى درجة حرارة °ف (°م)                            | −2 (−19)                     | −5 (−21)                     | 15 (−9)                      | 31 (−1)                      | 39 (4)                       | 52 (11)                      | 58 (14)                      | 53 (12)                      | 42 (6)                       | 28 (−2)                      | 16 (−9)                      | 5 (−15)                      | −5 (−21)                     |
| الهطول إنش (مم)                                    | 4.20 (107)                   | 4.75 (121)                   | 4.14 (105)                   | 4.19 (106)                   | 4.93 (125)                   | 5.40 (137)                   | 3.65 (93)                    | 2.73 (69)                    | 3.16 (80)                    | 4.96 (126)                   | 4.53 (115)                   | 4.77 (121)                   | 51.41 (1٬305)                |
| متوسط تساقط الثلوج إنش (سم)                        | 0.6 (1.5)                    | 0.5 (1.3)                    | —                            | 0 (0)                        | 0 (0)                        | 0 (0)                        | 0 (0)                        | 0 (0)                        | 0 (0)                        | 0 (0)                        | 0 (0)                        | 0.3 (0.76)                   | 1.4 (3.6)                    |
| متوسط أيام هطول الأمطار (≥ 0.01 in)                | 9.0                          | 9.1                          | 9.2                          | 7.6                          | 9.5                          | 9.2                          | 8.1                          | 6.4                          | 6.9                          | 8.0                          | 8.7                          | 9.6                          | 101.2                        |
| متوسط الأيام المثلجة (≥ 0.1 in)                    | 0.3                          | 0.3                          | 0.1                          | 0                            | 0                            | 0                            | 0                            | 0                            | 0                            | 0                            | 0                            | 0.1                          | 0.8                          |
| متوسط الرطوبة النسبية (%)                          | 72.6                         | 69.7                         | 67.7                         | 69.6                         | 73.2                         | 73.3                         | 72.4                         | 71.7                         | 73.6                         | 71.7                         | 73.7                         | 74.4                         | 72.0                         |
| ساعات سطوع الشمس الشهرية                           | 158.3                        | 172.8                        | 213.1                        | 231.2                        | 267.1                        | 297.9                        | 317.9                        | 300.7                        | 249.8                        | 235.8                        | 176.8                        | 158.4                        | 2٬779٫8                      |
| نسبة وصول أشعة الشمس                               | 50                           | 56                           | 57                           | 59                           | 62                           | 70                           | 73                           | 73                           | 67                           | 67                           | 56                           | 51                           | 63                           |
| المصدر: NOAA (sun and relative humidity 1961–1990) |                              |                              |                              |                              |                              |                              |                              |                              |                              |                              |                              |                              |                              |

## معرض صور

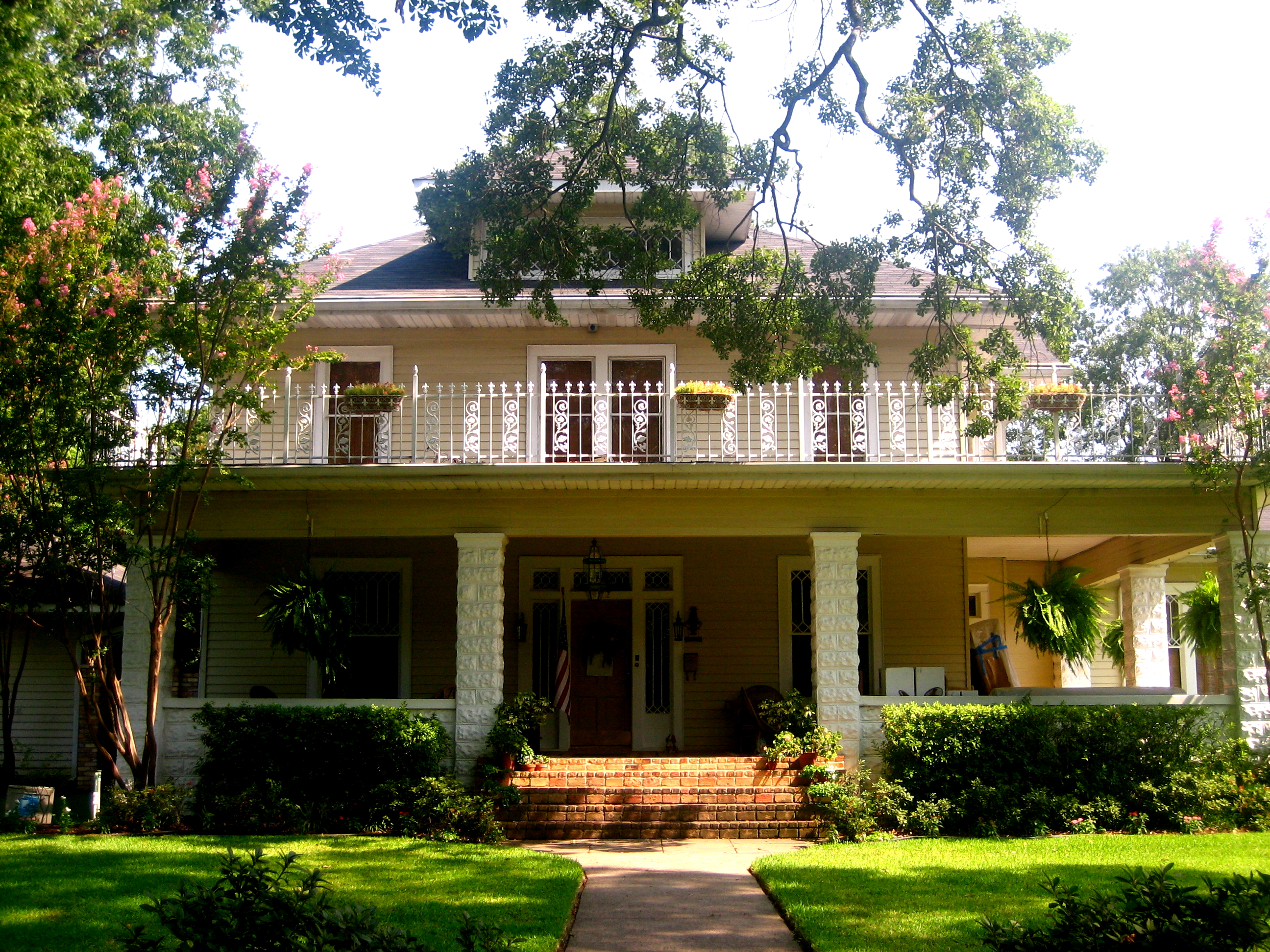
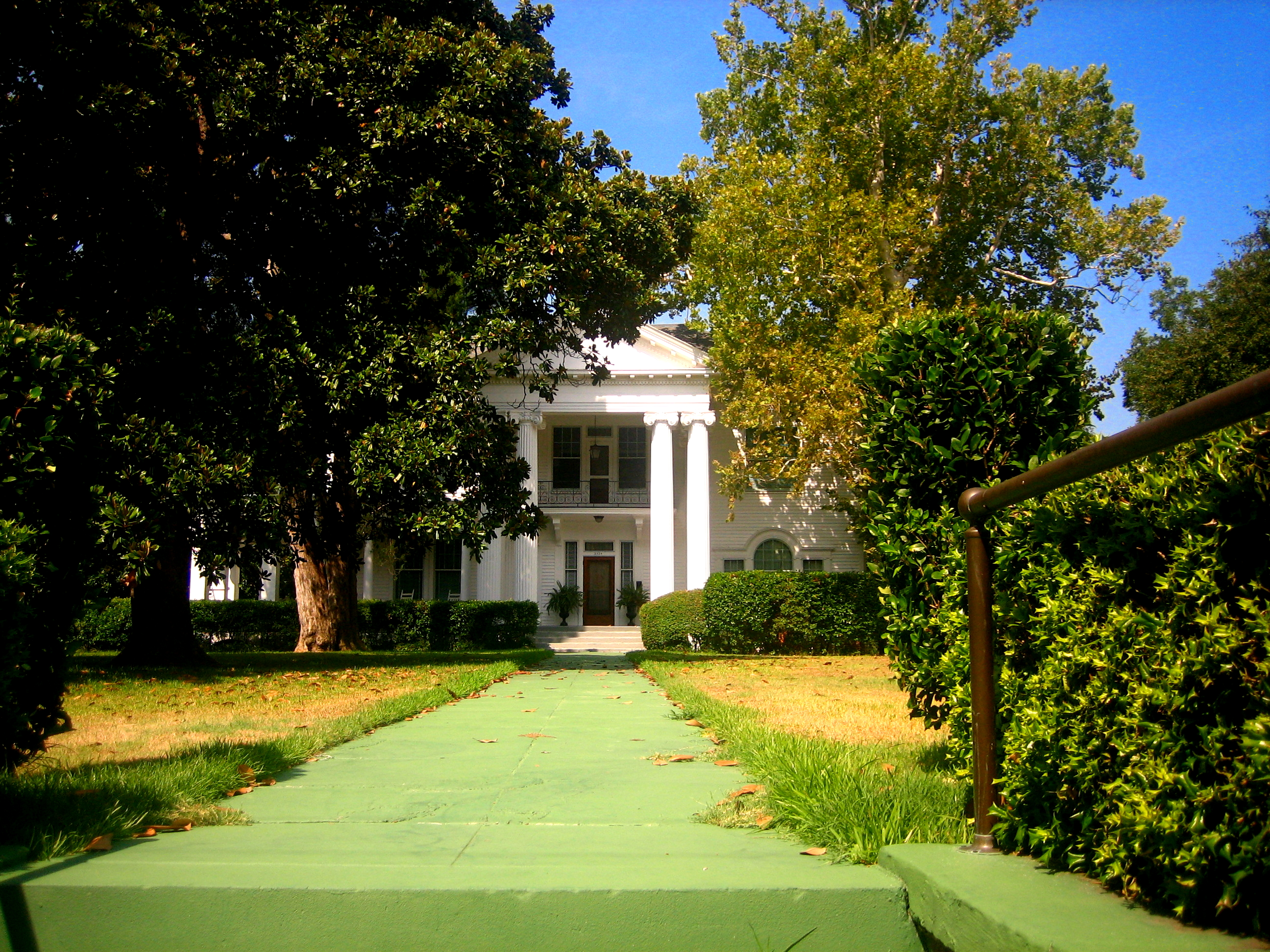
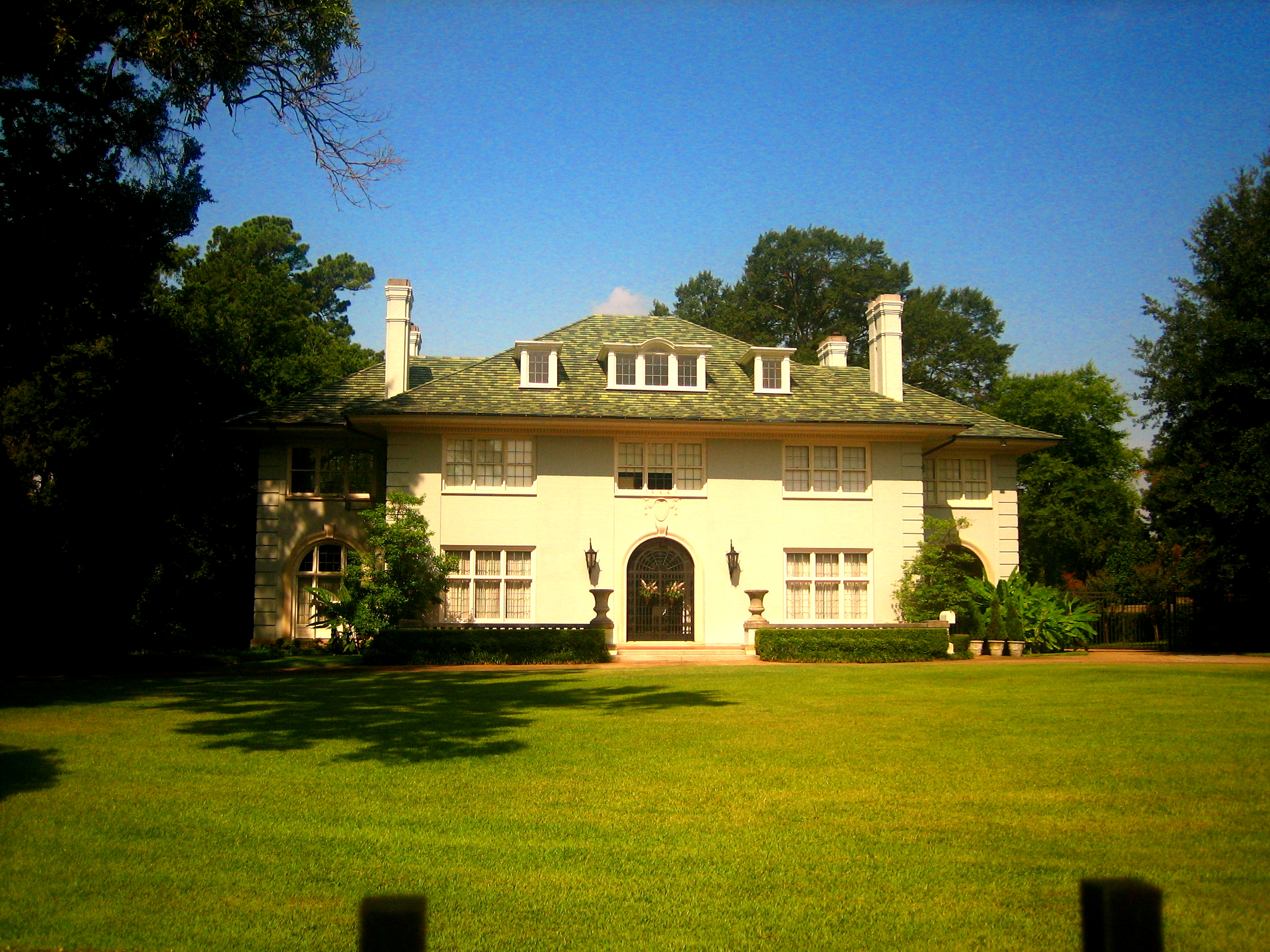
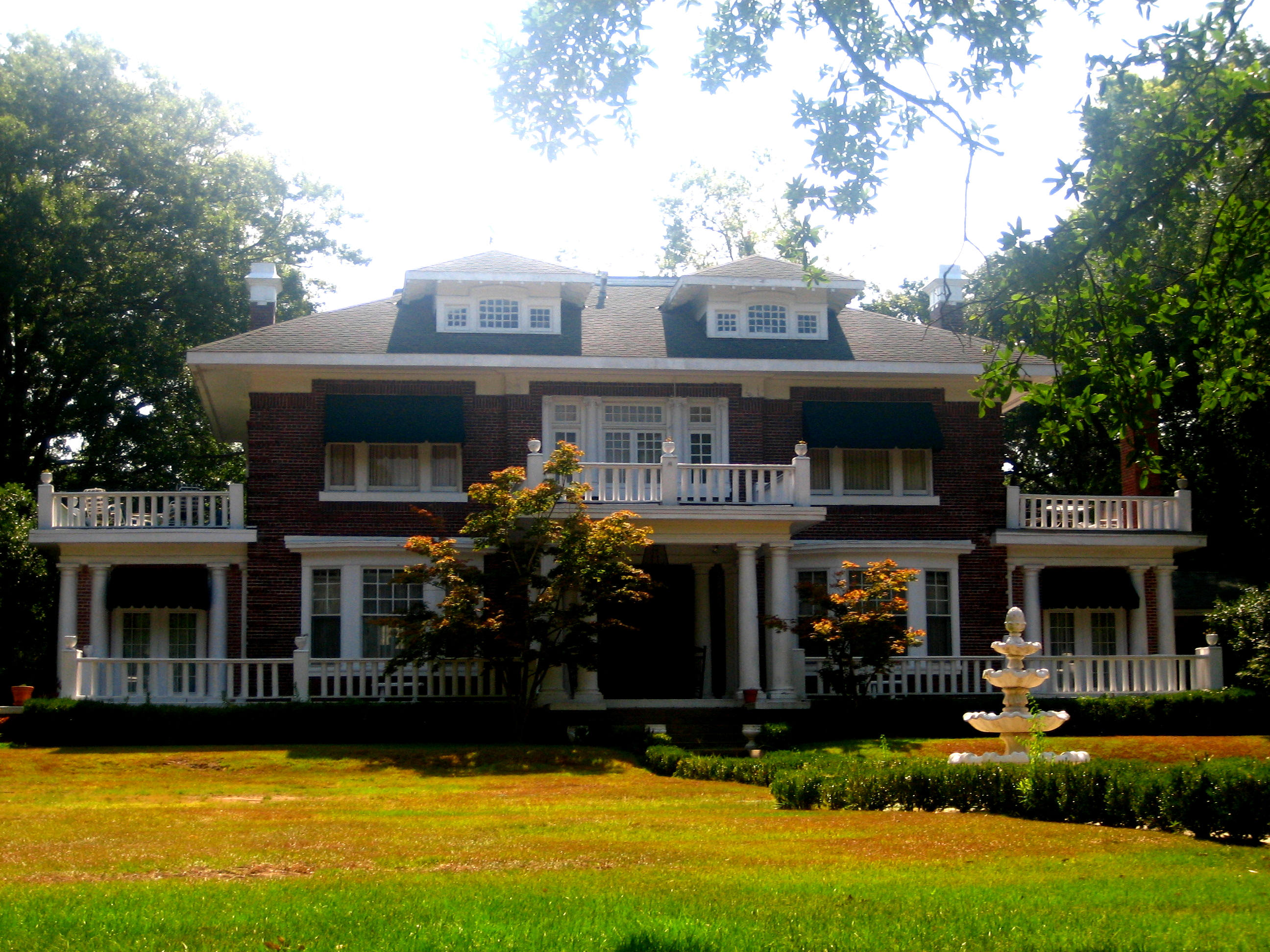

## أعلام
- ستانلي وليامز
- فان كليبورن
- ماري مايلز مينتر
- أوليفر
- فرانك سوتون
- تيري باردشاو
- رويال هارود فروست
- رايان هاريسون
- كلود كينغ
- نيوتن ك. بلانشارد